# Suzann Pettersen
Suzann Pettersen (ur. 7 kwietnia 1981) – norweska zawodowa golfistka. Obecnie w głównej mierze gra na amerykańskim LPGA Tour; jest również członkiem Ladies European Tour. Wielokrotna uczestniczka meczów Solheim Cup i Lexus Cup. Jej najlepszą pozycją w rankingu światowym było drugie miejsce.

## Życie osobiste
Pettersen jest córką Mony i Axela Pettersen, ma dwóch starszych braci, Stefana i Guneriusa. Obecnie mieszka w Bay Hill na Florydzie.

## Kariera amatorska
Jako amatorka odniosła wiele sukcesów. Jest pięciokrotną zwyciężczynią Amatorskich Mistrzostw Norwegii (1996-2000), triumfowała też w Brytyjskich Mistrzostwach Dziewcząt w 1999.
Reprezentowała Norwegię w Espirito Santo Trophy Drużynowych Amatorskich Mistrzostwach Świata w 1998 i 2000 roku, za drugim razem zdobywając tytuł mistrzowski.
W 1997 i 1999 była reprezentantką Europy w meczach Juniorskiego Ryder Cup.

## Kariera zawodowa

### 2000-2006
Pettersen przeszła na zawodowstwo w 2000 roku, po czym zdobyła kartę Ladies European Tour zajmując jedenaste miejsce w 2001 LET Qualifying School. W swoim debiutanckim sezonie zagrała w dziesięciu turniejach przechodząc w każdym cuta. Pierwszy tytuł zdobyła już w drugim starcie wygrywając French Open pokonując Becky Morgan po dogrywce.
Zajęła drugie miejsce w klasyfikacji Order of Merit i została mianowana LET Rookie of the Year.
Sezon 2002 rozpoczął się dla Pettersen od przegranej w dogrywce przeciwko Karrie Webb w AAMI Australian Women’s Open.
Zajmując miejsce w pierwszej dziesiątce w jeszcze dwóch turniejach udało się jej dostać do reprezentacji Europy w 2002 Solheim Cup.
W meczu singlowym przeciwko Michelle Redman miała już pięć punktów straty na pięć dołków do końca, jednak udało się jej doprowadzić do remisu i zdobyć dla Europy pół punktu, po tym jak jej przeciwniczka zademonstrowała jedno z najbardziej dramatycznych potknięć w historii meczów golfowych.
Podczas turnieju kwalifikacyjnego do LPGA Tour zajęła dziesiąte miejsce zdobywając kartę na sezon 2003.
W sezonie 2003 zagrała 5 turniejów LET przechodząc we wszystkich cuty, a w HP Open zajmując nawet drugie miejsce za Sophie Gustafson.
Na LPGA Tour zagrała cały swój debiutancki sezon, w trakcie którego jej najlepszym osiągnięciem było trzecie miejsce w Chick-fil-A Charity Championship. Tego roku dostała też dziką kartę do europejskiej drużyny na Solheim Cup. Tamże czynnie przyczyniła się do zwycięstwa europejskich golfistek zdobywając cztery punkty w pięciu rozegranych meczach (4-1-0), przegrywając tylko w pojedynku przeciwko Cristie Kerr.
Podczas sezonu 2004 zagrała tylko w czterech turniejach LET, zajmując w Evian Masters ex aequo dziewiąte miejsce. Jej udział w LPGA Tour opóźnił się w wyniku operacji łokcia której się musiała poddać. Mimo to czterokrotnie zakończyła turniej w pierwszej dziesiątce, włączając ex aequo piąte miejsce w State Farm Classic.
Kontuzja pleców która ją trapiła w sezonie 2005 spowodowała, że wzięła udział tylko w trzech turniejach LET i dziewięciu LPGA. Najlepszy wynik w Europie zanotowała podczas Ladies Finnish Masters (drugie ex aequo), natomiast na LPGA Tour była to szósta pozycja w John Q. Hammons Hotel Classic. W Solheim Cup ponownie wzięła udział dzięki dzikiej karcie wygrywając i remisując po dwa mecze.
Tego sezonu wzięła również udział w inauguracyjnej edycji Lexus Cup będąc reprezentantką drużyny międzynarodowej.

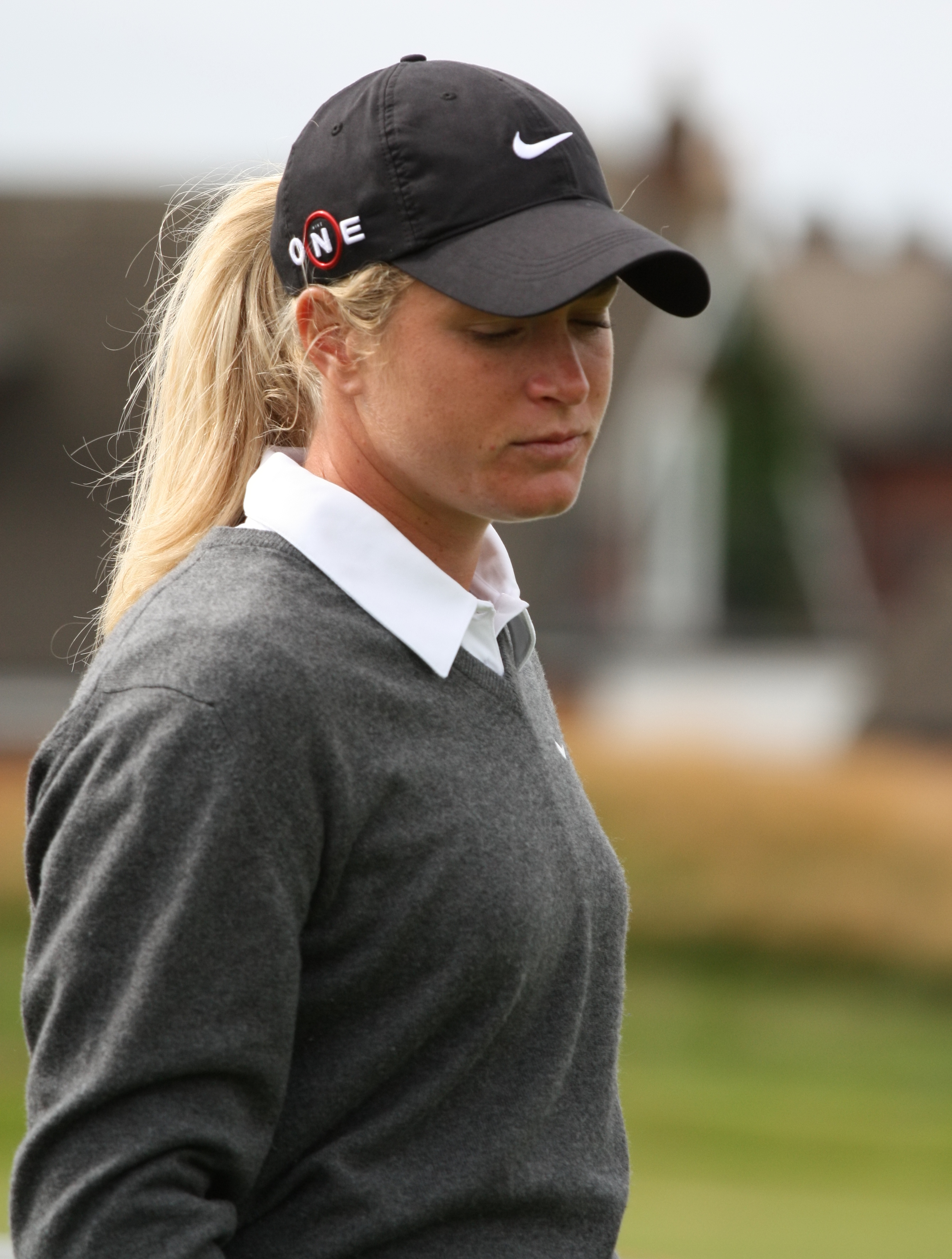
Pettersen podczas Pro-Am przed Women's British Open 2009

W sezonie 2006 Suzann Pettersen pięciokrotnie zagrała w turniejach LET dwukrotnie odnotowując miejsce w pierwszej dziesiątce, w tym trzecie w Scandinavian TPC.
Grając na LPGA Tour trzykrotnie skończyła turniej z miejscem w pierwszej dziesiątce, z których najlepszym było piąte we Florida’s Natural Charity Championship.

### 2007
Sezon 2007 rozpoczął się od nieudanego startu w reprezentacji Norwegii podczas Women's World Cup of Golf: tuż przed turniejem zmuszona była się wycofać z powodu nagłej choroby.
Niedługo potem zajęła drugie miejsce w Safeway International, będąc tylko o dwa uderzenia słabszą od zwyciężczyni, Loreny Ochoa.
Osiągnięcie to powtórzyła podczas Kraft Nabisco Championship, gdzie miała nawet szansę na zwycięstwo, jednak oddała pozycję lidera na ręce Morgan Pressel tracąc cztery uderzenia w czterech ostatnich dołkach.
W końcu jednak Pettersen została pierwszą norweską triumfatorką na LPGA Tour wygrywając Michelob ULTRA Open at Kingsmill, pokonując w dogrywce Jee Young Lee.
Na kolejny sukces nie musiała długo czekać, bowiem wygrała drugi w sezonie turniej wielkoszlemowy LPGA Championship, wyprzedzając jednym uderzeniem Karrie Webb.
Dzięki serii tak dobrych występów przesunęła się na czwarte miejsce w światowym rankingu. Na Ladies European Tour Pettersen wygrała w swojej rodzinnej Norwegii SAS Masters.
Październik tego sezonu okazał się dla niej szczególnie obfity w sukcesy. Na początku podczas Longs Drugs Challenge pokonała w dogrywce Lorenę Ochoa zdobywając swój trzeci tytuł na LPGA Tour.
Kolejne dwa zwycięstwa zanotowała w Azji wygrywając w Korei i Tajlandii.
31 grudnia 2007 Suzann Pettersen przesunęła się na drugie miejsce światowego rankingu wyprzedzając Karrie Webb i Annikę Sörenstam.

### 2008
Z początkiem 2008 roku Pettersen podpisała wieloletni kontrakt z firmą Nike, który dotyczył używanych przez nią kijów, piłek, butów, rękawiczek, oraz torby.
Pierwsze zwycięstwo sezonu przyszło podczas Deutsche Bank Ladies Swiss Open, w którym prowadziła po trzech rundach, a czwarta została odwołana z powodu deszczu.
Kolejną wygraną, również na Ladies European Tour, zaliczyła w Ladies Irish Open zdobywając tytuł z przewagą pięciu uderzeń.
Co prawda w sezonie 2008 Pettersen nie wygrała na LPGA Tour żadnego turnieju, to jednak trzykrotnie kończyła zawody jako wicemistrzyni, a na liście zarobków zajęła siódme miejsce.
W Kraft Nabisco powtórzyła swoje osiągnięcie sprzed roku znowu zajmując drugie miejsce.
W inauguracyjnym turnieju Kapalua LPGA Classic była bardzo bliska wygranej: prowadziła po pierwszej i drugiej rundzie, a po trzeciej miała tylko 1 uderzenie straty do liderek. Ostatniego dnia nie była jednak w stanie odrobić deficytu i skończyła jako druga z wynikiem o jedno uderzenie słabszym od zwyciężczyni Morgan Pressel.
Wieńczący sezon turniej ADT Championship mógł przynieść upragniony tytuł, jednak mimo zakwalifikowania się do finałowej ósemki z najlepszym wynikiem trzeciej rundy Pettersen ostatniego dnia zagrała najsłabiej, a wynik 79 uderzeń dał jej siódme miejsce ex aequo.

### 2009
Najlepszym wynikiem Pettersen w pierwszej połowie sezonu było zajęcie drugiego miejsca w Corona Championship oraz Sybase Classic. W pierwszym z tych turniejów przed finałowym dniem traciła tylko 1 uderzenie do prowadzącej Loreny Ochoa jednak w niedzielę mimo iż parokrotnie dogoniła liderkę to nie była w stanie wyjść na samodzielne prowadzenie. Podobnie podczas Sybase Classic po trzech rundach była współliderką wraz z Oh Ji-young, ale ostatniego dnia to Koreanka zagrała o cztery uderzenia lepiej od Pettersen.

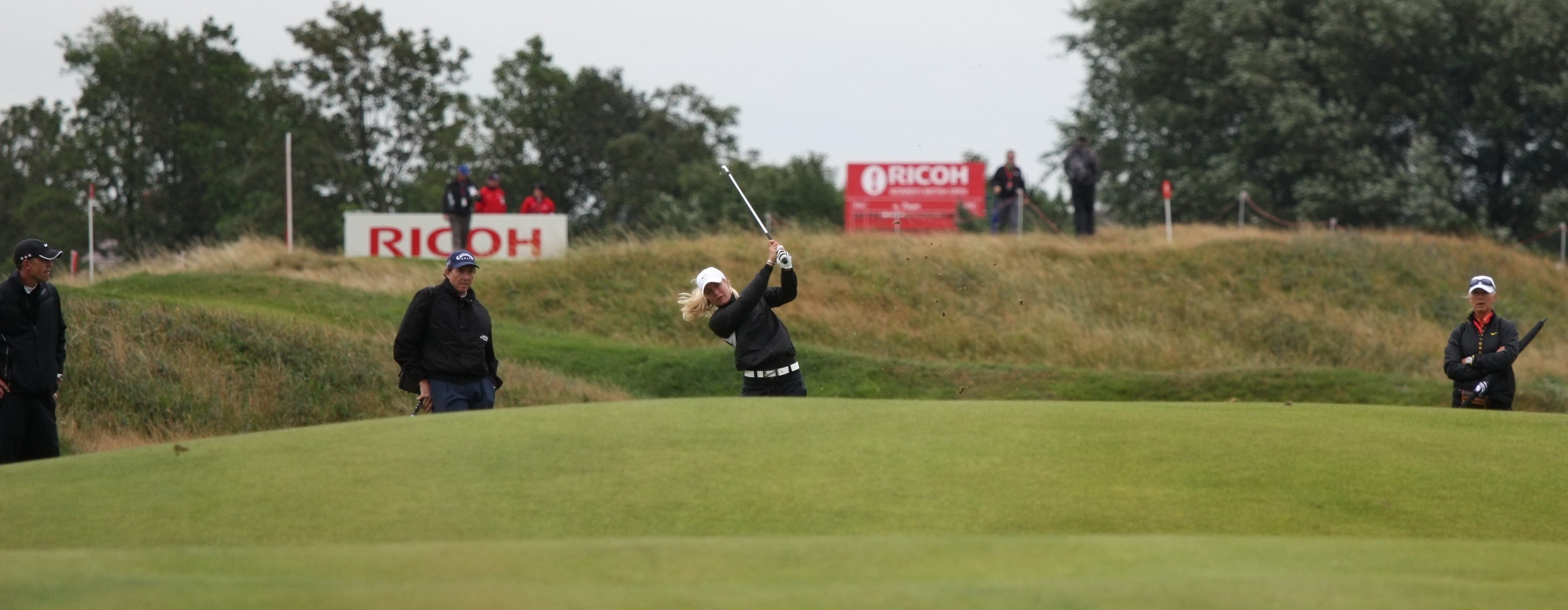
Pettersen podczas treningu przed Women's British Open 2009

W czerwcu Pettersen zachorowała na – jak się wtedy wydawało – grypę, w wyniku czego m.in. wycofała się w trakcie z LPGA Championship oraz nie wzięła udziału w Wegmans LPGA. Późniejsze badania wykluczyły jednak grypę nie wskazując równocześnie prawdziwej przyczyny jej problemów ze zdrowiem. Mimo to Pettersen startowała w kolejnych turniejach, w tym w ostatnim wielkoszlemowym turnieju sezonu Women's British Open, w którym nie przeszła cuta – poprzednio zdarzyło się to jej w Women's U.S. Open w 2007 roku.
Pod koniec sierpnia 2009 Pettersen po raz piąty wystąpiła w drużynie Europy podczas rozgrywek Solheim Cup. Rozegrała w nim maksymalną liczbę pięciu meczów, ale zdobyła tylko jeden punkt wygrywając w parze z Anną Nordqvist.
Słaby występ w Women's British Open i Solheim Cup nie był jednak zwiastunem spadku formy. W pierwszym turnieju po Solheim Cup – Safeway Classic – Pettersen zajęła drugie miejsce. Norweżka prowadzenie w tym turnieju zdobyła dopiero podczas ostatniej rundy. Kilka błędów popełnionych na ostatnich dołkach spowodowało jednak, że straciła je i o zwycięstwie musiała zadecydować dogrywka, którą przegrała.
Tydzień później Pettersen wygrała swój pierwszy turniej od dwóch lat. W CN Canadian Open po pierwszej rundzie miała jedno uderzenie straty do liderki. Druga runda dała jej współprowadzenie wraz z Kim Song-hee, a trzecia samodzielne pierwsze miejsce. Ostatniego dnia Pettersen skutecznie broniła się przed goniącymi ją zawodniczkami i ostatecznie triumfowała z przewagą pięciu uderzeń.
Trzy tygodnie po swoim zwycięstwie w Kanadzie Pettersen była zmuszona wycofać się turnieju CVS/pharmacy LPGA Challenge z powodu kontuzji lewej stopy. Badania stwierdziły pęknięcie kości co oznaczało dla niej prawie dwumiesięczną przerwę w grze na LPGA Tour. Wróciła w połowie listopada w zawodach Wendy's 3-Tour Challenge, w których wraz z Christie Kerr oraz Natalie Gulbis poprowadziły reprezentację LPGA Tour do zwycięstwa.
Niedługo potem wzięła udział w Lorena Ochoa Invitational, w których zajęła 18 miejsce ex aequo; tydzień później zamykające sezon LPGA Tour Championship ukończyła na ósmym miejscu.
Na początku października Pettersen była częścią grupy zawodowych golfistów, którzy brali udział w finałowej prezentacji dyscyplin sportowych ubiegających się o włączenie do programu Igrzysk Olimpijskich w Rio de Janeiro w 2016 roku.
Osiągnięcia Pettersen w sezonie 2009 zaowocowały przyznaniem jej na początku stycznia 2010 norweskiego tytułu najlepszej sportsmenki roku.

### 2010
Już w pierwszym turnieju sezonu 2010 Pettersen miała szansę na wygraną. W Honda LPGA Thailand, turnieju który wygrała 3 lata wcześniej, prowadziła po każdej z trzech pierwszych rund stopniowo powiększając nad rywalkami swoją przewagę, która urosła do pięciu uderzeń przed finałową rozgrywką. Ostatniego dnia musiała jednak uznać pierwszeństwo Ai Miyazato i zajęła drugie miejsce.
Japonka zagrała ostatniego dnia najlepszą rundę turnieju (63) i pokonała Pettersen jednym uderzeniem. Suzann z kolei w niedzielę zagrała swoją najsłabszą rundę (70), w której zaliczyła cztery birdie oraz dwa – jej pierwsze w turnieju – bogeye .
W następnym turnieju, rozgrywanym w Singapurze HSBC Women's Champions Pettersen potwierdziła swoją dobrą formę zajmując ostatecznie trzecie miejsce ex aequo.
Pierwszy wielkoszlemowy turniej sezonu rozpoczął się dla Pettersen bardzo obiecująco – po pierwszej rundzie (-5) prowadziła z jednym uderzeniem przewagi. Słabsza druga runda (+1) spowodowała, że spadła na siódme miejsce, jednak trzeciego dnia zrehabilitowała się i kolejna runda 5 poniżej par wyniosła ją na drugie miejsce ex aequo, które zajmowała wraz z dobrą przyjaciółką Yani Tseng, jedno uderzenie za prowadzącą Karen Stupples. Podczas ostatniej rundy Stupples roztrwoniła swoje prowadzenie i walka o tytuł rozegrała się pomiędzy Pettersen i Tseng. Ostatecznie wygrała Tajwanka, a Pettersen musiała się zadowolić drugim miejscem z jednym uderzeniem straty.

## Zawodowe wygrane (10)

### Ladies European Tour (5)
| Legenda                      |
| ---------------------------- |
| Wielki szlem (1)             |
| Pozostałe zwycięstwa LET (4) |

| Lp. | Data                  | Turniej                         | Zwycięski wynik       | Końcowa przewaga | 2. miejsce         |
| --- | --------------------- | ------------------------------- | --------------------- | ---------------- | ------------------ |
| 1.  | 10 czerwca 2001(dts)  | Ladies French Open              | -8 (71-70-70-69=280)  | dogrywka         | Becky Morgan       |
| 2.  | 10 czerwca 2007(dts)  | LPGA Championship               | -14 (69-67-71-67=274) | 1 uderzenie      | Karrie Webb        |
| 3.  | 26 sierpnia 2007(dts) | SAS Masters                     | -12 (64-72-68=204)    | 9 uderzeń        | Nikki Garrett      |
| 4.  | 25 maja 2008(dts)     | Deutsche Bank Ladies Swiss Open | -22 (67-63-64=194)    | 6 uderzeń        | Amy Yang           |
| 5.  | 13 lipca 2008(dts)    | AIB Ladies Irish Open           | -11 (69-69-67=205)    | 5 uderzeń        | Marianne Skarpnord |

### LPGA Tour (6)
| Legenda                            |
| ---------------------------------- |
| Wielki szlem (1)                   |
| Pozostałe zwycięstwa LPGA Tour (5) |

| Lp. | Data                      | Turniej                          | Zwycięski wynik       | Końcowa przewaga | 2. miejsce                                                             |
| --- | ------------------------- | -------------------------------- | --------------------- | ---------------- | ---------------------------------------------------------------------- |
| 1.  | 13 maja 2007(dts)         | Michelob ULTRA Open at Kingsmill | -10 (66-72-68-68=274) | dogrywka         | Jee Young Lee                                                          |
| 2.  | 10 czerwca 2007(dts)      | LPGA Championship                | -14 (69-67-71-67=274) | 1 uderzenie      | Karrie Webb                                                            |
| 3.  | 7 października 2007(dts)  | Longs Drugs Challenge            | -11 (75-65-64-73=277) | dogrywka         | Lorena Ochoa                                                           |
| 4.  | 21 października 2007(dts) | Hana Bank • KOLON Championship   | -3 (69-72=141)        | 1 uderzenie      | Ji Eun-hee                                                             |
| 5.  | 28 października 2007(dts) | Honda LPGA Thailand              | -21 (65-68-63-71=267) | 1 uderzenie      | Laura Davies                                                           |
| 6.  | 6 września 2009(dts)      | CN Canadian Women's Open         | -15 (65-68-66-70=269) | 5 uderzeń        | Momoko Ueda, Morgan Pressel, Ai Miyazato, Angela Stanford, Karrie Webb |

## Wyniki w turniejach wielkoszlemowych

### Zwycięstwa (1)
| Rok  | Zawody            | Po 54 dołkach      | Wynik                 | Przewaga    | 2. miejsce  |
| ---- | ----------------- | ------------------ | --------------------- | ----------- | ----------- |
| 2007 | LPGA Championship | 1 uderzenie straty | -14 (69-67-71-67=274) | 1 uderzenie | Karrie Webb |

### Przegląd
| Turniej                    | 2001 | 2002 | 2003 | 2004 | 2005 | 2006 | 2007 | 2008 | 2009 |
| -------------------------- | ---- | ---- | ---- | ---- | ---- | ---- | ---- | ---- | ---- |
| Kraft Nabisco Championship | DNP  | 25=  | DNP  | DNP  | DNP  | 40=  | 2=   | 2=   | 5=   |
| LPGA Championship          | DNP  | DNP  | 11=  | CUT  | 49=  | 20=  | 1    | 34=  | WC   |
| U.S. Women's Open          | DNP  | DNP  | 10=  | 16=  | 52=  | 28=  | CUT  | 13=  | 6=   |
| Women's British Open       | 32   | 24   | CUT  | CUT  | DNP  | CUT  | 28=  | 24=  | CUT  |

| Turniej                    | 2010 |
| -------------------------- | ---- |
| Kraft Nabisco Championship | 2    |
| LPGA Championship          |      |
| U.S. Women's Open          |      |
| Women's British Open       |      |

DNP = nie brała udziału.

CUT = nie przeszła cuta.

"=" = ex aequo.

WC = wycofała się.

Zielone tło dla wygranych. Żółte tło dla miejsca w pierwszej dziesiątce.

## Podsumowanie wyników na LPGA Tour
| Sezon | Liczba startów | Zrobione cuty | Wygrane | 2. miejsca | 3. miejsca | Top 10 | Najlepsze miejsce | Zarobki (USD) | Pozycja na liście zarobków | Średnia uderzeń |
| ----- | -------------- | ------------- | ------- | ---------- | ---------- | ------ | ----------------- | ------------- | -------------------------- | --------------- |
| 2001  | 2              | 2             | 0       | 0          | 0          | 0      | T11               | 48.750        | n/d                        | 71,00           |
| 2002  | 5              | 4             | 0       | 0          | 0          | 0      | 24                | 48.632        | n/d                        | 71,72           |
| 2003  | 19             | 18            | 0       | 0          | 1          | 4      | 3                 | 387.920       | 31                         | 71,08           |
| 2004  | 16             | 9             | 0       | 0          | 0          | 4      | T5                | 193.845       | 58                         | 71,59           |
| 2005  | 9              | 7             | 0       | 0          | 0          | 1      | T6                | 81.224        | T92                        | 73,03           |
| 2006  | 23             | 21            | 0       | 0          | 0          | 3      | T5                | 292.621       | 46                         | 72,12           |
| 2007  | 24             | 21            | 5       | 2          | 0          | 12     | 1                 | 1.802.400     | 2                          | 70,86           |
| 2008  | 24             | 24            | 0       | 3          | 2          | 10     | 2                 | 1.177.809     | 7                          | 70,96           |
| 2009  | 22             | 21            | 1       | 3          | 0          | 12     | 1                 | 1.369.717     | 5                          | 70,49           |
| 2010  | 4              | 4             | 0       | 2          | 1          | 3      | 2                 | 380.203       | 3                          | 70,06           |

## Podsumowanie wyników na LET
| Sezon | Liczba startów | Zrobione cuty | Wygrane | 2. miejsca | 3. miejsca | Top 10 | Najlepsze miejsce | Zarobki (€) | Pozycja na liście zarobków | Średnia uderzeń |
| ----- | -------------- | ------------- | ------- | ---------- | ---------- | ------ | ----------------- | ----------- | -------------------------- | --------------- |
| 2000  | 2              | 2             | 0       | 0          | 0          | 0      | 18=               | 2.085       | n/d                        | 72,67           |
| 2001  | 10             | 10            | 1       | 3          | 0          | 5      | 1                 | 211.472     | 2                          | 71,25           |
| 2002  | 12             | 12            | 0       | 2          | 0          | 3      | 2                 | 118.809     | 8                          | 71,89           |
| 2003  | 5              | 4             | 0       | 2          | 0          | 2      | 2                 | 79.622      | 11                         | 70,41           |
| 2004  | 3              | 2             | 0       | 0          | 0          | 1      | 9                 | 49.352      | 42                         | 71,50           |
| 2005  | 3              | 3             | 0       | 1          | 0          | 2      | 2=                | 38.924      | 43                         | 72,60           |
| 2006  | 4              | 3             | 0       | 0          | 1          | 2      | 3                 | 52.904      | 34                         | 72,08           |
| 2007  | 4              | 4             | 1       | 0          | 0          | 2      | 1                 | 79.604      | 25                         | 72,13           |
| 2008  | 4              | 4             | 2       | 0          | 0          | 2      | 1                 | 183.279     | 4                          | 68,79           |
| 2009  | 2              | 2             | 0       | 0          | 0          | 0      | 47=               | 9.037       | 107                        | 73,67           |

## Osiągnięcia w Solheim Cup
| Rok              | Suma meczów | Łączne W-P-R | Pojedynki W-P-R                                | 4somes W-P-R                                                                    | 4balls W-P-R                                                                  | Zdobyte punkty | Skuteczność |
| ---------------- | ----------- | ------------ | ---------------------------------------------- | ------------------------------------------------------------------------------- | ----------------------------------------------------------------------------- | -------------- | ----------- |
| W całej karierze | 21          | 9-7-5        | 0-3-2                                          | 4-3-2                                                                           | 5-1-1                                                                         | 11,5           | 54,76%      |
| 2002             | 3           | 1-1-1        | 0-0-1 remis przeciwko M. Redman                | 1-1-0 wygr. w parze z H. Alfredsson 4&2, przegr. w parze z H. Alfredsson 3&1    |                                                                               | 1,5            | 50,00%      |
| 2003             | 5           | 4-1-0        | 0-1-0 przegr. przeciwko C. Kerr, poddany na 16 | 2-0-0 wygr. w parze z A. Sörenstam 4&3, wygr. w parze z S. Gustafson 3&1        | 2-0-0 wygr. w parze z P. Meunier-Lebouc 3&2, wygr. w parze z A. Sörenstam 1up | 4              | 80,00%      |
| 2005             | 4           | 2-0-2        | 0-0-1 remis przeciwko R. Jones                 | 1-0-0 wygr. w parze z A. Sörenstam 1up,                                         | 1-0-1 wygr. w parze z L. Davies 4&3, remis w parze z S. Gustafson             | 3              | 75,00%      |
| 2007             | 4           | 1-1-2        | 0-1-0 przegr. przeciwko S. Prammanasudh 2down  | 0-0-2 remis w parze z S. Gustafson, x2                                          | 1-0-0 wygr. w parze z A. Sörenstam 3&2                                        | 2              | 50,00%      |
| 2009             | 5           | 1-4-0        | 0-1-0 przegr. przeciwko P. Creamer 3&2         | 0-2-0 przegr. w parze z S. Gustafson 4&2, przegr. w parze z H. Alfredsson 2down | 1-1-0 przegr. w parze z S. Gustafson 1down, wygr. w parze z A. Nordqvist 2up  | 1              | 20,00%      |

W-P-R = Wygrane-Przegrane-Remisy